# Hu Jianguan
Hu Jianguan (胡建关S, Hú Jiàn GuānP; 11 maggio 1993) è un pugile cinese.

## Palmarès

### Olimpiadi
- 1 medaglia:
  - 1 bronzo (Rio de Janeiro 2016 nei pesi mosca)

### Mondiali dilettanti
- 1 medaglia:
  - 1 bronzo (Doha 2015 nei pesi mosca)